# Елань (Кабанский район)
Ела́нь — село Кабанском районе Бурятии. Входит в сельское поселение «Кабанское».

## География
Расположено в 8 км к югу от районного центра, села Кабанска, на реке Кабаньей и её левом притоке Балаганке, в 1 км южнее Транссибирской магистрали (о. п. Нюки) и автомагистрали Р258 «Байкал». В 7 км к западу от села находится железнодорожная станция Тимлюй.

## История
В 1722 году Посольский монастырь купил у солдата Петра Черкашенина из отборных животов воеводы Фёдора Рупышева деревню Элань близ Кабанского острога. За деревню со всеми строениями, 15 десятинами земли и покосами монастырь заплатил 350 рублей. В 1728 году при деревне на реке Кабаньей монастырь построил две мукомольные мельницы.

## Население
| 2002 | 2009 | 2010 |
| ---- | ---- | ---- |
| 484  | ↘475 | ↘423 |